# Ꙏ

Lettre.

Le yer neutre ou jer neutre (capitale Ꙏ, minuscule ꙏ) est une lettre de l'alphabet cyrillique utilisée dans plusieurs documents modernes pour représenter une lettre utilisée dans des documents vieux russes médiévaux lorsqu’il est impossible de distinguer le signe dur ou yer postérieur ‹ Ъ › du signe mou ou yer antérieur ‹ Ь ›.

## Utilisation
En 1963, Sergueï Ivanovitch Kotkov (ru) propose d’utiliser un symbole pour représenter les lettres pouvant être le signe dur ‹ ъ › ou le signe mou ‹ ь ›, recommandant d’utiliser un ché culbuté,. Par la suite plusieurs ouvrages utilisent ce symbole avec cette forme dont Kotkov et Tarabasova 1965, Kotkov, Orešnikov et Filippova 1968, Kotkov et Kotkova1977, Sumkina et Kotkov 1981, Kotkov et Kotkova 1982, Kotkov et Kotkova 1984, ou Kotkova 1990.
David J. Birnbaum indique qu’un yer neutre a été utilisé dans les manuscripts slaves des Balkans centraux, celui ayant une moins longue que celle du signe dur qu’il represente avec une barre oblique. 

Ꙏ et ꙏ tel que proposé dans Kotkov 1963.
Ꙏ et ꙏ tel que dans Birnbaum 1996[11].
Ꙏ et ꙏ tel que dans Unicode 5.1.

## Représentations informatiques
Le yer neutre peut être représenté avec les caractères Unicode suivants :
| formes    | représentations | chaînes de caractères | points de code | descriptions                           |
| --------- | --------------- | --------------------- | -------------- | -------------------------------------- |
| capitale  | Ꙏ               | Ꙏ                     | U+A64E         | lettre majuscule cyrillique yer neutre |
| minuscule | ꙏ               | ꙏ                     | U+A64F         | lettre minuscule cyrillique yer neutre |